# Часовня Николая Чудотворца на Николаевском мосту
Часовня Николая Чудотворца — утраченная православная часовня в Санкт-Петербурге, располагавшаяся на Николаевском мосту (ныне — Благовещенский). Построена в 1853—1854 годах по проекту архитектора Андрея Штакеншнейдера. Разрушена в 1930 году.

## История
Поводом к созданию часовни послужила привезённая из Италии икона — мозаичный образ святого Николая Чудотворца (копия работы Ф. Кристофари), созданный учениками Академии художеств, осваивавшими там искусство мозаики. 12 июня 1852 года Николай I утвердил проект часовни на быке у разводного пролёта Благовещенского моста, выполненный архитектором Андреем Штакеншнейдером. В июле 1852 года был подписан контракт на строительство часовни с инженер-капитаном Николаем Дершау, производителем работ был назначен А. И. Штакеншнейдер.
9 мая 1853 года часовня была заложена. На отведённом для неё месте был положен закладной камень и поставлены две железные кружки для сбора добровольных приношений. В фундамент часовни положили вызолоченную закладную доску. Через год, 9 мая 1854 года, часовня была освящена и открыта в парадной обстановке. Она была приписана к Андреевскому собору. В 1855 году мост стал называться Николаевским.
В 1876 году академик Сухоровский выполнил реставрацию образа святого Александра Невского. В 1896 году часовня была отремонтирована, восстановлена позолота купола.
В 1930 году часовня была снесена по ходатайству общества «Старый Петербург — Новый Ленинград». На освободившемся месте предполагалось установить памятник лейтенанту Шмидту. Гранит разобранной часовни был использован при ремонте набережной канала Грибоедова у Львиного моста.

## Архитектура
Часовня была установлена на быке перед разводной частью со стороны Васильевского острова. Главным фасадом и входом она была обращена к Английской набережной. Квадратное в плане (3,63×3,63 м) строение стояло на невысоком, в одну ступень основании и высоком (1,32 м) цоколе из красного полированного гранита. Стены, в виде четырёх арочных проёмов, с угловыми каннелированными колоннами были установлены на отделанные бриллиантовым рустом постаменты. Зеркальные стёкла боковых арочных проёмов в ажурном золочёном обрамлении ограждались со стороны парапета такими же решётками. Над входом была сделана набранная золочёными буквами надпись: «БЛАГОСЛОВЕНЪ ГРЯДЫЙ ВО ИМЯ ГОСПОДНЕ». Позолоченный купол завершался гранитным фонариком с вмонтированными по его сторонам бронзовыми крестами и небольшой позолоченной главкой. На фасаде, обращённом к Васильевскому острову, под золочёным козырьком, в раме со стеклом, был вмонтирован образ св. Александра Невского, написанный Ф. С. Завьяловым. Весь металлический декор на часовне был позолочен. Внутри часовни стены и откосы арок были покрыты мозаичным орнаментом. Стену напротив входа украшал большой, в золочёной раме, мозаичный образ святого Николая Чудотворца.
Часовню можно увидеть в фильме Эйзенштейна «Октябрь». Модель часовни из яшмы и гранита хранится в Эрмитаже.